# Georges Rapin
Pour les articles homonymes, voir Rapin.
Georges Rapin (31 août 1936 – 26 juillet 1960), dit Monsieur Bill, est un criminel français dont le procès et l'exécution ont fait l'objet d'une importante couverture médiatique au début des années 1960. On évoque, à son propos, un cas de « suicide à la guillotine ».

## Biographie
Né dans une famille aisée de la bourgeoisie parisienne — son père était sorti major de l'École des mines —, Georges Rapin, couvé par sa mère en raison du décès d'une méningite à l'âge de dix mois de son frère aîné, a une enfance sans souci. Pendant la Seconde Guerre mondiale, il change souvent de  villes et d'établissements scolaires : Cogolin, chez ses grands-parents, Pacy-sur-Eure, Vals et Bilbao où travaille son père. Particulièrement instable et turbulent, il n'arrive pas, à la suite d'un début de méningite, bien qu'il soit doué d'une vive intelligence, ni à rester à l'école ni à garder un emploi. Il connaît également un problème de croissance : il mesure seulement 1,45 mètre à quatorze ans. Par la prise d'hormones de croissance et une série d'élongations, alors très en vogue, il parvient à une taille d'environ 1,60 mètre, l'âge qu'il a quand éclate l'affaire qui le rendra célèbre. Dès l'adolescence, il est attiré par les armes.

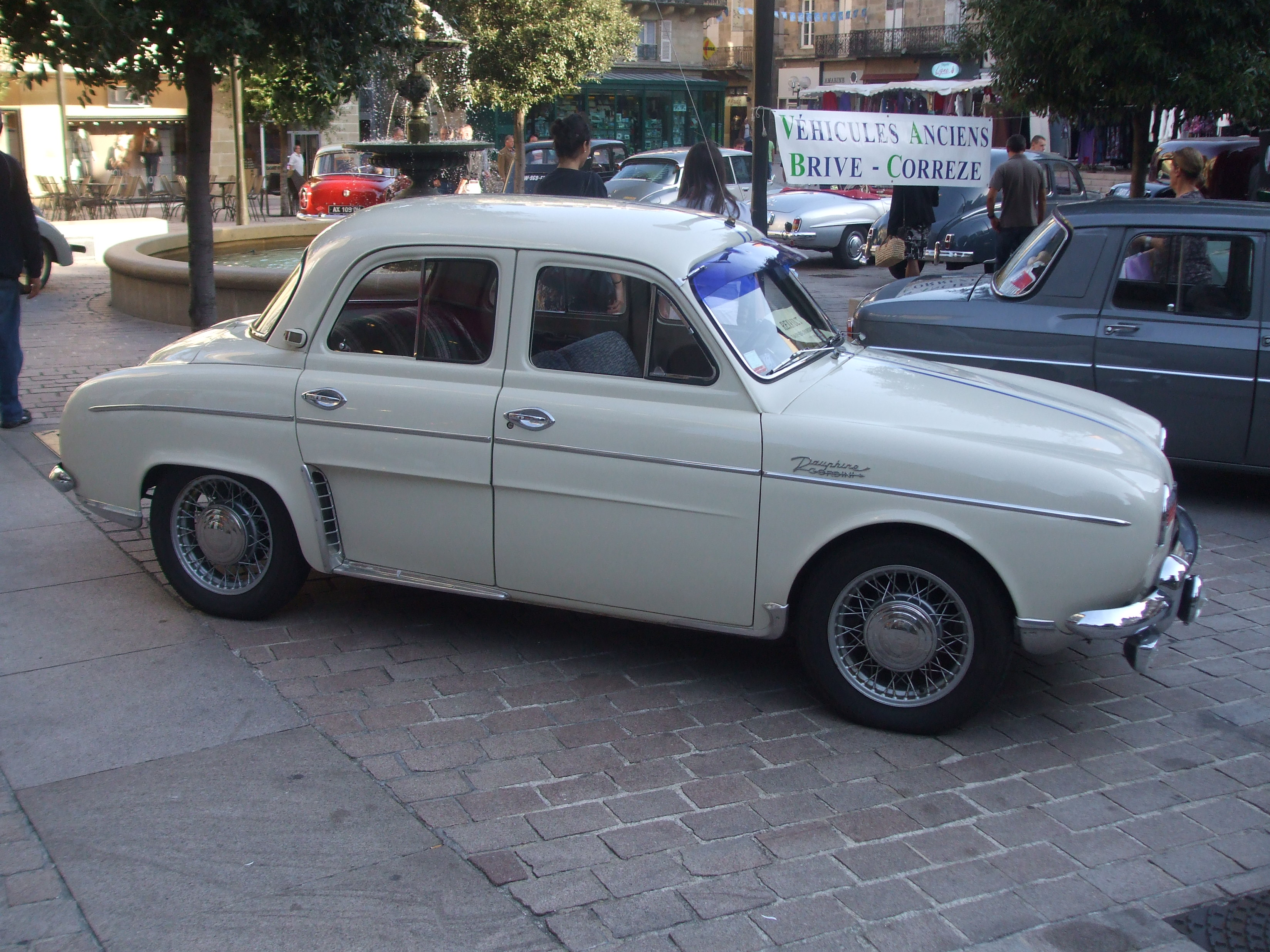
Une Dauphine « Gordini ».

De février 1955 à juin 1957, il effectue son service militaire  au Maroc. À son retour, ses parents lui donnent l'argent nécessaire, conformément à son souhait, pour acheter un bar aux Gobelins, 92 boulevard Saint-Marcel, Le Porto, et un autre à cinq cents mètres, dans le XIIIe, 65 rue Pascal qu'il appelle le Bill's bar. Il revend ce dernier après cinq mois d'exploitation et ferme le premier. Dans le même temps, Georges Rapin, se faisant appeler « Monsieur Bill », est un client assidu du Sans-Souci, 65 rue Pigalle. Fasciné par la légende des gangsters héros de la Série noire, il rêve de se faire une réputation dans le milieu du banditisme. Il se lance alors dans le proxénétisme, paradant revolver à la ceinture et au volant de sa Dauphine « Gordini ». Il éprouve un besoin impérieux de passer pour un vrai « dur », respecté comme tel.
Il entretient aussi une liaison avec une jeune apprentie-coiffeuse, Nadine Lévesque, se faisant passer pour un professeur du lycée Buffon et est reçu par ses parents, concierges rue de Gergovie. De septembre 1958 à avril 1959, il suit des cours d'art dramatique chez Andrée Bauer-Thérond, rue Henry-Monnier, à Pigalle, à deux pas de l'avenue Frochot, et du Sans Souci. Parallèlement, Georges Rapin possède une librairie, payée par ses parents, à Sèvres-Babylone.

## Meurtre de «Domino»
Sous le prétexte d'une dette non honorée, il assassine une entraîneuse, Muguette Thirel, 23 ans, dite Dominique ou Domino. La jeune femme est emmenée dans la forêt de Fontainebleau, Rapin lui tire plusieurs balles non immédiatement létales dans le ventre et le dos, l'asperge d'essence alors qu'elle se débat, et l'enflamme avec un journal. Le crime a lieu dans la nuit du vendredi 29 au samedi 30 mai 1959, à deux heures du matin. Monsieur Bill avait préparé cette « action d'éclat » bien à l'avance. Le cadavre est découvert par un marchand de chevaux et son garçon d'écurie.
La victime est rapidement identifiée grâce à ses escarpins roses aux talons aiguille. Sur les causes, Alphonse Boudard émet l'hypothèse d'un traquenard, monté contre Rapin, pour l'arnaquer, et que Rapin aurait perçu : c'était compter sans la « dinguerie profonde de Rapin », écrit-il. Mais il semble plus probable, comme Rapin le racontera lors de ses aveux, qu'il a voulu la punir car il était devenu son « maquereau », l'ayant rachetée cher à son précédent souteneur, Stello le Corse, mais elle ne lui rapportait pas assez. Domino se rebellant, elle aurait menacé de le dénoncer comme proxénète, aussi Rapin aurait décidé de la tuer puis de la brûler pour faire disparaître le corps.

## Arrestation, aveux, rétractation
Dénoncé par les caïds de Montmartre, qui n'apprécient guère ce jeune bourgeois prétentieux et mythomane aux cheveux gominés, aux lunettes noires et à la moustache fine, Rapin est interpellé peu après par le commissaire Chaumeil, le 4 juin 1959, dans le luxueux appartement familial du 209 boulevard Saint-Germain où il réside avec ses parents. Après vingt-quatre heures d'interrogatoire, il reconnaît avoir tué Muguette Thirel.
L'horreur du crime, les rebondissements de l'enquête, la personnalité atypique du suspect et ses incessantes forfanteries vont faire de « Monsieur Bill » une véritable star médiatique.
Quelques jours plus tard, le 15 juin, alors qu'on ne lui demande rien, il déclare aux policiers puis au magistrat instructeur être aussi l'auteur du meurtre d'un pompiste, Roger Adam, père de trois enfants, abattu d'une balle dans la tête à Villejuif dans la nuit du Vendredi saint, début avril 1958 — une affaire que la police ne parvenait pas à résoudre depuis un an. Rapin avait à cette époque une Traction Avant.
Fabulateur, Rapin donne plusieurs versions de ce qui s'est passé cette nuit-là, dont une dans laquelle il dit qu'il aurait neigé, ce que retiendra aux assises l'avocat général pour souligner un élément que seul Rapin pouvait connaître.
Seul détail que la presse mettra en relief : Rapin aurait été insulté par Roger Adam, qui l'aurait traité de « petit con », à la suite d'une réflexion que Rapin lui aurait faite pour de l'essence versée sur la carrosserie de sa Traction.
Le 7 juillet, alors qu'il est incarcéré à la prison de Fontainebleau, Rapin s'accuse devant le juge d'instruction de onze autres meurtres « parfaits » (mais qui s'avéreront imaginaires) commis au cours des cinq années passées.
Mais le 26 août, il revient en bloc sur ses aveux, niant avoir commis aucun meurtre. Il déclare qu'il a assisté à l'assassinat de Muguette Thirel mais que le coupable est un truand dont il ne connaît que le prénom, un certain « Robert ». Le lendemain, il précise s'être accusé de ce crime un peu afin de devenir une « vedette judiciaire », mais surtout pour protéger le mystérieux « Robert » le temps qu'il puisse se mettre à l'abri. « Il aurait alors attendu en vain l'intervention du « milieu » en sa faveur, et, comprenant vite que personne ne lui viendrait en aide, il aurait été frappé d'un violent désespoir. Dégoûté de la vie et des hommes, il aurait opté comme moyen de suicide pour la guillotine » rapporte Le Monde du 29 août 1959.
Le 10 octobre, l'expertise balistique ayant prouvé que la balle ayant tué le pompiste de Villejuif a bien été tirée par le pistolet que détenait alors Rapin, celui-ci prétend que l'arme lui a été dérobée dans sa voiture la nuit même du meurtre par quatre jeunes gens dont il ne peut rien dire, et qui seraient venus la lui restituer le lendemain.

## Procès et condamnation
Le procès s'ouvre aux assises de la Seine le 28 mars 1960. Il attire une foule de personnalités et des centaines de curieux.
Interrogé par le président, Georges Rapin maintient son système de défense : « Je plaide non coupable. Je considère que l'assassin mérite cent fois la peine de mort, mais cet assassin ce n'est pas moi. Pas plus dans l'affaire de M. Roger Adam que dans celle de Mlle Dominique Thirel. ».
Quatre défenseurs ont la lourde tâche de plaider l'innocence de M. Bill, dont Me Jean Schwab, bâtonnier du barreau de Melun et commis d'office dès le début de l'instruction, et Me René Floriot, le plus célèbre avocat pénaliste de l'époque. Ils insistent sur le fait que faute de témoins des crimes, tout le dossier repose sur des déclarations de Rapin, que celui-ci a ensuite reniées. Floriot conclut sa plaidoirie de trois heures et demie en disant : « Pouvez-vous dire qu'un demi-fou qui s'est accusé de onze crimes inventés est coupable de deux autres crimes ? ».
Il ne faut au jury qu'une demi-heure de délibéré pour prononcer la peine capitale, le 31 mars 1960.
Le général de Gaulle, président de la République, ayant refusé sa grâce, Rapin est guillotiné dans la petite cour de la Santé le 26 juillet 1960, par le bourreau André Obrecht. Seul Me Schwab est venu assister le condamné, celui-ci ayant récusé ses trois autres avocats.
Sous la plume de Pierre Joffroy, Paris Match reprend alors l'expression « suicide à la guillotine ». La même thèse est avancée par Marcel Haedrich, et également appuyée, plus tard, par Obrecht. Les parents ont toujours cru en l'innocence de leur fils.
« Monsieur Bill » a été exécuté en emportant tous ses secrets, et il en avait beaucoup, comme l'écrira le commissaire Chaumeil, regrettant de n'avoir pu interroger davantage Georges Rapin. Tout ce que l'on sait des mobiles de cette histoire, on le tient de Rapin, écrit Alexandre Mathis. Rapin a multiplié les versions, et bien des zones d'ombre subsistent.

### Émission radio
- Alexandre Mathis, Jacques Pradel, L'Affaire Georges Rapin, « émission L'Heure du crime, RTL, 2 juin 2011.
- Jacques Pradel, « « Georges Rapin, dit « Monsieur Bill » » », émission L'Heure du crime, RTL, 9 septembre 2014.